# Kabelíkův mlýn
Kabelíkův mlýn nebo jen krátce Kabelík je vodní kolový mlýn na Brložském potoce asi 2 km jižně od Sedlice v okrese Strakonice. Vznikl v roce 1680 přestavbou panského dvora, který získal ve druhé polovině 16. století Jakub Krčín z Jelčan a Sedlčan jako odměnu za vybudování nátokové stoky k rybníku Milavy, a fungoval až do roku 1924. Nyní stavba, na jejíž fasádě se zachovaly zbytky renesančních psaníčkových sgrafit, slouží k rekreaci. V areálu se nachází také dochovaný špýchar s kamenným tesaným portálem z roku 1687 a vysokým štítem se znakem Krčínů z Jelčan a letopočtem 1680.